# مارك ويلكينسون (مغني)
مارك ويلكينسون (بالإنجليزية: Mark Wilkinson)‏ هو مغني وكاتب أغاني وفنان الشارع أسترالي، ولد في القرن العشرين في باكينغهامشير في المملكة المتحدة.

## وصلات خارجية
- الموقع الرسمي
- مارك ويلكنسون على موقع ميوزك برينز (الإنجليزية)